# Efterskolen Helle
Efterskolen Helle er en efterskole for elever med behov for specialpædagogisk bistand. Skolen er beliggende i Gjerrild på Djursland.
Skolen elever er delt ud på 10 linjer: International Samarbejde, Rollespil & Fantasy, Rikkes Køkken, Vilde Dyr, e-Sport, Krop & Bold, Kunst & Foto, Musik & Scene, Natur & Adventure og Digitalt Design.

## Historie
Skolen blev oprettet i 1991 på foranledning af Kurth Carlsson, som var sognepræst i Rimsø Sogn. Carlsson havde et ønske om at oprette en efterskole for elever med dårlige indlæringsmæssige forudsætninger, og man nedsatte en initiativgruppe, der kontaktede foreningen Jysk børneforsorg Fredehjem. De støttede ideen og var i skolens opstartsfase en økonomisk og organisatorisk støtte frem til 2007, hvor skolebestyrelsen valgte at løsrive sig fra foreningen for at blive en selvstændig efterskole.  
Muligheden for at oprette en efterskole i Gjerrild opstod, da byens hotel måtte lukke i 1987 og efterlod tomme lokaler.  Den nye efterskole overtog hotellets navn, og i mange år hed skolen derfor "Jægergården Efterskole", indtil man i 2009 besluttede at ændre det til dens nuværende navn.
I 2012 kom en ny multihal til efterskolen.

## Baggrund
Skolen knytter sig til Grundtvig og hans tanker om dannelse og skole. 
Skolen har beskrevet tre kerneværdier i sit værdigrundlag; fællesskab, livsglæde og udvikling. Efterskolen er medlem af de to interesseorganisationer: Efterskoleforeningen og Landsforeningen Ligeværd.